# David Octavius Hill
David Octavius Hill (Perth, 1802 – Edimburgo, 17 maggio 1870) è stato un fotografo e pittore scozzese.

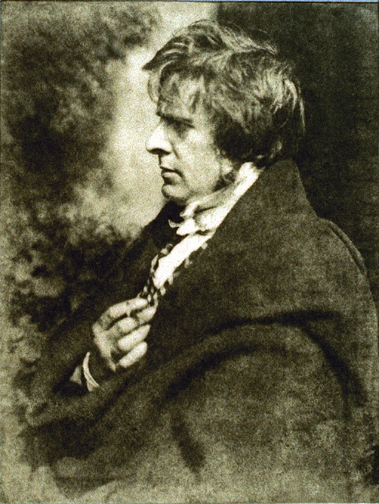
David Octavius Hill (ca. 1845)

Lavorò con Robert Adamson, producendo notevoli ritratti per il procedimento della calotipia ed ebbe come assistente Jessie Mann.
Per il suo grande dipinto su tela del primo Sinodo generale della Chiesa scozzese, nel 1843, Hill utilizzò una vasta serie di ritratti fotografici eseguiti personalmente.
Per quanto privi di qualsiasi pretesa, meri mezzi ausiliari destinati ad un uso privato, sono proprio queste lastre che hanno consegnato il nome di Hill alla storia, mentre la sua fama di pittore è tramontata.
(cit. Walter Benjamin, Piccola storia della fotografia).
Questi ritratti di gente scozzese di Hill e Adamson sono di solito con toni molto contrastati, con forti ombre e forti luci in grado di dare una grande evidenza ai soggetti. Si tratta di una documentazione sistematica e cospicua, in cui i fotografi privilegiano la chiarezza e la resa fedele dei tipi umani, dei loro atteggiamenti, dei loro modi usuali di vestire. Hill e Adamson non cercano quindi, se non marginalmente, una qualità estetica in sé delle foto, ad esempio effetti flou o pittorici, come sarà invece tipico della linea inglese della fotografia nei decenni a seguire (con autori come Julia Margaret Cameron, Langdon Coburn o Whistler). Proprio questa limpidezza della visione affascinerà Walter Benjamin nel momento in cui scrive la Kleine Geschichte der Photographie (Piccola storia della fotografia), che colloca Hill accanto ad Eugène Atget e August Sander nel ristretto novero dei propri riferimenti ideali - tutti autori dediti alla documentazione sociale e urbana.

## Commemorazione
È stata creata nel 1955 una medaglia David Octavius Hill. È assegnata ogni anno in ricordo di Hill dalla Deutsche Fotografische Akademie.